# Rodney Matthews
Rodney Matthews (né le 6 juillet 1945 à Paulton) est un illustrateur britannique.
Spécialisé dans le domaine de la fantasy et de la science-fiction, il a illustré de nombreux romans et pochettes d'album (Magnum, Scorpions, Nazareth, Asia, Eloy, Praying Mantis...).